# Disney's Aladdin
Disney's Aladdin és un videojoc desenvolupat i publicat per Virgin Games, basat una la pel·lícula de 1992 anomenada Aladdin. Fou llançat el 1993, en la generació de consoles de 16 bits. Curiosament, el videojoc es va llançar en moltes plataformes, en el qual van fer tres versions per a Sega Mega Drive/Sega Genesis, Super NES, i Sega Master System/Sega Game Gear els quals eren jocs completament diferents entre ells.

## Joc
Disney's Aladdin és un joc de plataformes de desplaçament lateral en el qual el jugador controla Aladdin a través de la configuració i una història basada en la pel·lícula homònima. Les principals formes d'ofensa d'Aladdin contra els personatges enemics són una Simitarra per a atacs tallants de curt abast i pomes que es poden llançar com a munició de llarg abast. Les pomes són un recurs finit, però es poden recollir en quantitats abundants al llarg del joc. La salut d'Aladdin està indicada per un rastre de fum que emana de la làmpada del Genie a la cantonada superior esquerra de la pantalla. El camí s'escurça cada vegada que Aladdin es fa malbé per un enemic o un perill ambiental. La salut es pot restaurar recollint cors de geni blaus repartits pels nivells. Si Aladdin es queda sense salut, es perdrà una vida. Els gerros blaus dins dels nivells actuen com a punts de control des dels quals Aladdin serà ressuscitat si hagués passat un abans de perdre una vida. Es poden rebre vides addicionals recollint icones daurades en forma de cap d'Aladdin ocultes als nivells. Si es perd l'última vida d'Aladdin, el joc s'acaba prematurament. La quantitat de vides i pomes amb què està equipat Aladdin al començament del joc està determinada per la configuració de dificultat, que es pot ajustar al menú principal. A part de les pomes, Aladdin pot recollir gemmes, que es poden intercanviar amb el Peddler a cada nivell per vides addicionals i "desitjos". Aquests últims permeten al jugador continuar el joc des del nivell actual després de perdre la seva última vida en lloc d'haver de començar de nou des del principi. De vegades, es poden trobar i activar "bombes intel·ligents" en forma de llum de Jafar, la qual cosa provocarà l'eliminació de tots els enemics de la pantalla.
Si el jugador recull una o més fitxes de Genie i supera un nivell, el jugador serà portat a la "Màquina de bonificacions del geni", un minijoc basat en la sort en què en prémer un botó es recompensa el jugador amb un premi aleatori que consisteix en una joia, cinc pomes o una vida extra. La quantitat de fitxes Genie recollides en un nivell determina la quantitat de rondes que es poden jugar al minijoc. Quan el jugador es quedi sense fitxes de Genie o si aterre a una imatge de Jafar, el minijoc finalitzarà. Si el jugador agafa un Token Abu en dos nivells, s'iniciarà un nivell de bonificació amb el mico mascota d'Aladdin, Abu, com a personatge del jugador, s'iniciarà seguint la màquina de bonificació del geni. En aquests nivells, el jugador ha de maniobrar Abu a esquerra i dreta per recollir gemmes, pomes i vides addicionals que cauen a terra mentre evita olles, roques, peixos, cosins d'en Iago, guàrdies de palau i altres perills. Si Abu entra en contacte amb un perill, el nivell de bonificació acaba.